# Tía Emma
Tía Emma es una comedia americana de 1942 dirigida por Jean Yarbrough y protagonizada ZaSu Pitt y Roger Pryor. La película es también conocida como Conoce a la Mafia.

## Trama
Emma Bates es una vieja solterona que vive con sus hermanas igualmente solteras. Un día decide ir a Nueva York a ver una pelea donde un joven, Mickey O'Banion, es uno de los boxeadores. Las hermanas de Emma están horrorizadas por esta decisión, sin saber que Mickey es el hijo de un hombre con el que Emma estuvo involucrada hace años.
Emma llega a la ciudad sin entradas para la pelea y se agotan. Sin embargo, el reportero Terry Connors, que se supone debe cubrir el evento deportivo, le da su boleto de repuesto a Emma. Terry normalmente informa sobre noticias criminales, pero no consiguió el secuestro de un famoso abogado llamado Rex Crenshaw, y fue puesto en el servicio de deportes en su lugar. Mientras intentaba conseguir la historia del secuestro, Terry sacrificó una cita bastante importante en la oficina de licencias matrimoniales, y su prometida Maris se enfureció lo suficiente como para romper con él.
En la pelea, Terry empieza a sospechar que el mánager de Mickey, Gus Hammond, ha secuestrado al abogado, ya que Crenshaw representaba al rival gánster de Hammond, Flower Henderson. Dos de los secuaces de Hammond, Joe y Duke, ven a Terry en la pelea, sentado y hablando junto a Emma, lo que les lleva a creer que Emma es en realidad un mafioso llamado Ma Parker. Henderson ve a Hammond en la pelea, y les dice a sus secuaces que se deshagan de Joe y Duke. También hace que su novia Zelda intente seducir a Mickey para ganárselo.
La pelea está, por supuesto, arreglada, y Mickey gana. Después, Emma va a su camerino y trata de persuadirlo para que venga a entrenar a su casa en el campo, para obtener resultados aún mejores. Como Joe y Duke todavía creen que ella es Ma Parker, le dicen que deje en paz a Mickey y que se vaya. Emma no se asusta fácilmente, y después de que se ha ido, Joe y Duke son asesinados por los hombres de Henderson, y Emma se convierte en sospechosa de los asesinatos, ya que fue la última persona que fue vista hablando con ellos. Más tarde, Emma y Terry van juntos al club nocturno de Henderson, y descubren que Maris trabaja allí como artista. Zelda sigue tratando de alejar a Mickey de Hammond y también intenta hacer creer a Hammond que Mickey se está vendiendo a Henderson al avisarle con una llamada telefónica.
Uno de los hombres de Henderson intenta hacer un trato para la próxima pelea con Mickey. Terry ve esto y se da cuenta de que algo extraño está pasando, sintiendo que hay una noticia por escribir. Terry llama a su editor para que le dé la historia, pero en su lugar es regañado por perderse el doble homicidio cometido en la pelea. Terry coge un sobre que iba a ser entregado de Henderson a otra persona, y le da el sobre a Emma para que lo custodie. También le dice que sospecha que Hendeson está a punto de hacer caer a Mickey por algo. Hammond viene a enfrentarse a Mickey por su trato con Henderson, y le dispara, enviándolo al hospital.
Emma ayuda a reconciliar a Terry y Maris, pero Mickey es secuestrado en el hospital, y Emma y Terry traman un plan para rescatarlo de sus captores. Emma se hace pasar por Ma Parker y se infiltra en la banda de Henderson, afirmando que sabe cómo encontrar a Crenshaw para ellos. Henderson se traga todo el acto, pero cuando finalmente lo convence, es secuestrada por Hammond, que se precipita y dispara a Henderson. Maris también es tomada como rehén.
Terry se las arregla para seguir a Hammond y a los secuestradores hasta su escondite. También trae a un detective de la policía, Miller, y ellos asaltan el escondite. Atrapan a Hammond y encuentran a todos los desaparecidos, incluyendo a Crenshaw. Al contarle a su editor su nueva primicia, Terry es ascendido, recibe un aumento de sueldo y dos semanas de vacaciones de luna de miel. Mickey acompaña a Emma al campo y conoce a sus dos hermanas. Emma planea entrenar a Mickey en su casa, usando su actitud de Ma Parker para persuadir a sus hermanas de que es lo correcto..

## Reparto
- ZaSu Pitt como la Tía Emma Bates
- Roger Pryor como Terry Connors, reportero del Globe-Register
- Warren Hymer como Joe Gormley, Hammond Goon
- Douglas Fowley como Gus Hammond
- Gwen Kenyon como Maris, la chica de Terry
- Elizabeth Russell cuomo Zelda Lafontaine
- Tristram Ataúd como Florencia Henderson, la dueña del Club Savoy
- Malcolm Bud McTaggart como Mickey O'Banion
- Stanley Blystone como Det. Teniente Miller
- Dick Elliott como Evans, Editor del Globe-Register
- Jack Mulhall como el Reportero Burns